# Szamoa hívójelkörzetei
Szamoa jelenleg (2024) nincs felosztva hívójelkörzetekre.
Szamoa számára az ITU a 5W hívójelprefixet határozta meg.
| Prefix | Körzet | Hely/jelleg | ITU zóna | CQ zóna | QTH lokátor |
| ------ | ------ | ----------- | -------- | ------- | ----------- |
| 5W     | [0..9] | Szamoa      | 62       | 32      | AH46        |

## Lajstromjel
Vízi és légi járművek lajstromjelezéséhez az 5W prefixet használják.